# 94. dodjela Oscara
94. dodjela Oscara se održala u Los Angelesu u Dolby Theatreu 27. ožujka 2022. Ceremoniju su vodili Regina Hall, Amy Schumer i Wanda Sykes.
Nominacije su 8. veljače 2022. objavile Leslie Jordan i Tracee Ellis Ross. Ovo je prva ceremonija od 83. dodjele Oscara 2011. godine na kojoj je sudjelovalo više domaćina.
Film CODA je osvojio Oscara za najbolji film, dok je film Dina osvojio najviše najviše nagrada.

## Kandidati i pobjednici

### Najbolji film
- CODA, režiser Sian Heder
- Belfast, režiser Kenneth Branagh
- Ne gledaj gore (Don't Look Up), režiser Adam McKay
- Drive My Car, režiser Ryūsuke Hamaguchi
- Dina (Dune), režiser Denis Villeneuve
- Kralj Richard (King Richard), režiser Reinaldo Marcus Green
- Licorice Pizza, režiser Paul Thomas Anderson
- Ulica noćnih mora (Nightmare Alley), režiser Guillermo del Toro
- Šape pasje (The Power of the Dog), režiser Jane Campion
- Priča sa zapadne strane (West Side Story), režiser Steven Spielberg

### Najbolji redatelj
- Jane Campion - Šape pasje (The Power of the Dog)
- Kenneth Branagh - Belfast
- Ryūsuke Hamaguchi - Drive My Car
- Paul Thomas Anderson - Licorice Pizza
- Steven Spielberg - Priča sa zapadne strane (West Side Story)

### Najbolji glavni glumac
- Will Smith - Kralj Richard (King Richard)
- Javier Bardem - Being the Ricardos
- Benedict Cumberbatch - Šape pasje (The Power of the Dog)
- Andrew Garfield - Tick, Tick... Boom!
- Denzel Washington - The Tragedy of Macbeth

### Najbolja glavna glumica
- Jessica Chastain -  Oči Tammy Faye
- Olivia Colman - Mračna kći (The Lost Daughter)
- Penélope Cruz - Paralelne majke (Madres paralelas)
- Nicole Kidman - Being the Ricardos
- Kristen Stewart - Spencer

### Najbolji sporedni glumac
- Troy Kotsur - CODA
- Ciarán Hinds - Belfast
- Jesse Plemons - Šape pasje (The Power of the Dog)
- J. K. Simmons - Being the Ricardos
- Kodi Smit-McPhee - Šape pasje (The Power of the Dog)

### Najbolja sporedna glumica
- Ariana DeBose - Priča sa zapadne strane (West Side Story)
- Jessie Buckley - Mračna kći (The Lost Daughter)
- Judi Dench - Belfast
- Kirsten Dunst - Šape pasje (The Power of the Dog)
- Aunjanue Ellis - Kralj Richard (King Richard)

### Najbolji originalni scenarij
- Kenneth Branagh - Belfast
- Adam McKay, scenaristi Adam McKay e David Sirota - Ne gledaj gore (Don't Look Up)
- Zach Baylin - Kralj Richard (King Richard)
- Paul Thomas Anderson - Licorice Pizza
- Eskil Vogt i Joachim Trier - Najgora osoba na svijetu (Verdens verste menneske)

### Najbolji adaptirani scenarij
- Sian Heder - CODA
- Ryusuke Hamaguchi i Takamasa Oe - Drive My Car
- Jon Spaihts i Denis Villeneuve i Eric Roth - Dina (Dune)
- Maggie Gyllenhaal - Mračna kći (The Lost Daughter)
- Jane Campion - Šape pasje (The Power of the Dog)

### Najbolji strani film
- Drive My Car, režija Ryūsuke Hamaguchi (Japan)
- Flee (Flugt), režija Jonas Poher Rasmussen (Danska)
- The Hand of God: Očima Paola Sorrentina (È stata la mano di Dio), režija Paolo Sorrentino (Italija)
- Lunana: A Yak in the Classroom (লুনানা: অ্যা ইয়াক ইন দ্য ক্লাসরুম), režija Pawo Choyning Dorji (Bhutan)
- Najgora osoba na svijetu (Verdens verste menneske), režija Joachim Trier (Norvegia)

### Najbolji animirani film
- Encanto: Naš čarobni svijet, režiseri Byron Howard i Jared Bush
- Flee (Flugt), režiser Jonas Poher Rasmussen
- Luca, režiser Enrico Casarosa
- Obitelj Mitchell protiv strojeva (The Mitchells vs the Machines), režiseri Mike Rianda i Jeff Rowe
- Raya i posljednji zmaj (Raya and the Last Dragon), režiseri Don Hall i Carlos López Estrada

### Najbolja fotografija
- Greig Fraser - Dina (Dune)
- Dan Laustsen - Ulica noćnih mora (Nightmare Alley)
- Ari Wegner - Šape pasje (The Power of the Dog)
- Bruno Delbonnel - The Tragedy of Macbeth
- Janusz Kaminski - Priča sa zapadne strane (West Side Story)

### Najbolja montaža
- Joe Walker - Dina (Dune)
- Hank Corwin - Ne gledaj gore (Don't Look Up)
- Pamela Martin - Kralj Richard (King Richard)
- Peter Sciberras - Šape pasje (The Power of the Dog)
- Myron Kerstein i Andrew Weisblum - Tick, Tick... Boom!

### Najbolja scenografija
- Patrice Vermette - Dina (Dune)
- Tamara Deverell - Ulica noćnih mora (Nightmare Alley)
- Grant Major - Šape pasje (The Power of the Dog)
- Stefan Dechant - The Tragedy of Macbeth
- Adam Stockhausen - Priča sa zapadne strane (West Side Story)

### Najbolja šminka
- Linda Dowds, Stephanie Ingram i Justin Raleigh - Oči Tammy Faye
- Mike Marino, Stacey Morris i Carla Farmer - Coming 2 America
- Nadia Stacey, Naomi Donne e Julia Vernon - Cruella
- Donald Mowat, Love Larson i Eva von Bahr - Dina (Dune)
- Göran Lundström, Anna Carin Lock i Frederic Aspiras - Dinastija Gucci (House of Gucci)

### Najbolji dizajn kostima
- Jenny Beavan - Cruella
- Massimo Cantini Parrini i Jacqueline Durran - Cyrano
- Jacqueline West i Bob Morgan - Dina (Dune)
- Luis Sequeira - Ulica noćnih mora (Nightmare Alley)
- Paul Tazewell - Priča sa zapadne strane (West Side Story)

### Najbolji vizualni efekti
- Paul Lambert, Tristen Myles, Brian Connor i Gerd Nefzer - Dina (Dune)
- Swen Gillberg, Bryan Grill, Nikos Kalaitzidis i Dan Sudick - Free Guy
- Charlie Noble, Joel Green, Jonathan Fawkner i Chris Corbould - Za smrt nema vremena (No Time to Die)
- Christopher Townsend, Joe Farrell, Sean Noel Walker i Dan Oliver - Shang-Chi i legenda o Deset Prstenova (Shang-Chi and the Legend of the Ten Rings)
- Kelly Port, Chris Waegner, Scott Edelstein i Dan Sudick - Spider-Man: Put bez povratka (Spider-Man: No Way Home)

### Najbolja originalna glazba
- Hans Zimmer - Dina (Dune)
- Nicholas Britell - Ne gledaj gore (Don't Look Up)
- Germaine Franco - Encanto: Naš čarobni svijet
- Alberto Iglesias - Paralelne majke (Madres paralelas)
- Jonny Greenwood - Šape pasje (The Power of the Dog)

### Najbolja originalna pjesma
- No Time To Die (glazba Billie Eilish; tekst, Billie Eilish i Finneas O'Connell) - Za smrt nema vremena (No Time to Die)
- Be Alive (glazba i tekst, Beyoncé e DIXSON) - Kralj Richard (King Richard)
- Dos Oruguitas (glazba i tekst, Lin-Manuel Miranda) - Encanto: Naš čarobni svijet
- Down to Joy (glazba i tekst, Van Morrison) - Belfast
- Somehow You Do (glazba i tekst, Diane Warren) - Four Good Days

### Najbolji zvuk
- Mac Ruth, Mark Mangini, Theo Green, Doug Hemphill, Ron Bartlett - Dina (Dune)
- Denise Yarde, Simon Chase, James Mather, Niv Adiri - Belfast
- Simon Hayes, Oliver Tarney, James Harrison, Paul Massey, Mark Taylor - Za smrt nema vremena (No Time to Die)
- Richard Flynn, Robert Mackenzie, Tara Webb - Šape pasje (The Power of the Dog)
- Tod A. Maitland, Gary Rydstrom, Brian Chumney, Andy Nelson, Shawn Murphy - Priča sa zapadne strane (West Side Story)

### Najbolji dokumentarni film
- Summer of Soul, režiseri Questlove, Joseph Patel, Robert Fyvolent i David Dinerstein
- Ascension, režiseri Jessica Kingdon, Kira Simon-Kennedy i Nathan Truesdell
- Attica, režiseri Stanley Nelson i Traci A. Curry
- Flee (Flugt), režiseri Jonas Poher Rasmussen, Monica Hellström, Signe Byrge Sørensen i Charlotte De La Gournerie
- Writing with Fire, režiseri Rintu Thomas i Sushmit Ghosh

### Najbolji kratkometražni dokumentarni film
- The Queen of Basketball, režiser Ben Proudfoot
- Posebna taktika (Audible), režiseri Matthew Ogens i Geoff McLean
- Lead Me Home, režiseri Pedro Kos i Jon Shenk
- Tri pjesme za Benazir (Three Songs for Benazir), režiseri Elizabeth Mirzaei i Gulistan Mirzaei
- When We Were Bullies, režiser Jay Rosenblatt

### Najbolji kratkometražni igrani film
- The Long Goodbye, režiseri Aneil Karia i Riz Ahmed
- Ala Kachuu - Take and Run, režiseri Maria Brendle i Nadine Lüchinger
- The Dress, režiseri Tadeusz Łysiak i Maciej Ślesicki
- On My Mind, režiseri Martin Strange-Hansen i Kim Magnusson
- Please Hold, režiseri K.D. Dávila e Levin Menekse

### Najbolji kratkometražni animirani film
- The Windshield Wiper, režiseri Alberto Mielgo i Leo Sanchezč
- Affairs of the art, režiseri Joanna Quinn i Les Mills
- Bestia, režiseri Hugo Covarrubias i Tevo Díaz
- Boxballet, režiser Anton Dyakov
- Robin Robin, režiseri Dan Ojari i Mikey Please

## Specijalne nagrade

### Oscar za životno djelo
- Samuel L. Jackson
- Elaine May
- Liv Ullmann

### Humanitarna nagrada Jean Hersholt
- Danny Glover

## Filmovi s najviše nominacija i nagrada

### Nagrade
| Nagrada | Film           |
| ------- | -------------- |
| 6       | Dina           |
| 3       | CODA           |
| 2       | Oči Tammy Faye |

### Nominacije
| Film                        | Distributer                                    | Nominacija |
| --------------------------- | ---------------------------------------------- | ---------- |
| Šape pasje                  | Netflix                                        | 12         |
| Dina                        | Warner Bros. Pictures                          | 10         |
| Belfast                     | Focus Features                                 | 7          |
| Priča sa zapadne strane     | 20th Century Studios                           | 7          |
| Kralj Richard               | Warner Bros. Pictures                          | 6          |
| Ne gledaj gore              | Netflix                                        | 4          |
| Drive My Car                | Janus Films                                    | 4          |
| Ulica noćnih mora           | Searchlight Pictures                           | 4          |
| Biti Ricardo                | Amazon Studios                                 | 3          |
| CODA                        | Apple TV+                                      | 3          |
| Encanto: Naš čarobni svijet | Walt Disney Studios Motion Pictures            | 3          |
| Bijeg                       | Neon                                           | 3          |
| Licorice Pizza              | Metro-Goldwyn-Mayer / United Artists Releasing | 3          |
| Mračna kći                  | Netflix                                        | 3          |
| Za smrt nema vremena        | Metro-Goldwyn-Mayer / United Artists Releasing | 3          |
| The Tragedy of Macbeth      | Apple TV+                                      | 3          |
| Cruella                     | Walt Disney Studios Motion Pictures            | 2          |
| Oči Tammy Faye              | Searchlight Pictures                           | 2          |
| Paralelne majke             | Sony Pictures Classics                         | 2          |
| Tick, Tick... Boom!         | Netflix                                        | 2          |
| Najgora osoba na svijetu    | Neon                                           | 2          |

## Vanjske poveznice
- Academy Awards - Službena stranica
- The Academy of Motion Picture Arts and Sciences - Službena stranica